# 위현성
위현성(韋玄成, ? ~ 기원전 36년)은 전한 후기의 관료로, 자는 소옹(少翁)이며 노국 추현(鄒縣) 사람이다. 승상 위현의 아들이다.

## 생애
임자(任子)로 낭(郞)에 임명되었으며, 학문을 즐겨 부친의 학업을 이었다. 또 사람됨이 겸손하여 가난하고 비천한 자에게도 예를 다했으므로 평판이 좋았다. 경서에 밝다 하여 간대부(諫大夫)에 발탁되고, 이후 대하도위가 되었다.
원강 5년(기원전 61년), 위현이 죽었다. 위현은 부양후(扶陽侯)에 봉해져 있었는데, 작위는 마땅히 위현성의 형 위홍이 뒤를 이어야 하였으나 죄를 지어 감옥에 갇혀 있었기 때문에, 유가족과 문하생들은 위현의 유언을 멋대로 고쳐 위현성으로 하여금 뒤를 잇게 하려 하였다. 하지만 위현성은 그것이 위현 본인의 뜻이 아니었음을 알고, 거짓으로 미친 척하여 작위를 받지 않으려 하였다. 결국 세간에서 위현성이 작위를 형에게 양보하려 한다고 소문이 나돌았고, 승상부(丞相府)에서 이를 듣고 조사하여 위현성이 거짓으로 미친 척한 것을 알아내어 그를 벌주려 하였으나 선제가 윤허하지 않고 조서를 내려 위현성을 만나보았다. 결국 위현성은 작위를 이어받았다.
위현성은 그 후 하내태수를 지내다가 몇 년 후 중앙에 소환되어 위위·태상을 역임하였는데, 양운이 주살되었을 때 그가 양운의 벗이었으므로 연좌되어 면직되었다. 그 후 혜제의 종묘의 제사에 참석하였을 때 말을 탄 채로 종묘 앞까지 온 일로 탄핵받아, 작위가 관내후로 격하되었다.
선제는 평소 아들 회양헌왕을 총애했었는데, 본래 태자로 삼으려 하였으나 포기하였다. 선제는 회양헌왕이 태자 자리를 욕심내지 않도록 일깨우기 위하여 위현성을 회양중위로 파견시켰다.
원제가 즉위한 후 위현성은 소부로 승진하였고, 이후 태자태부·어사대부를 지냈다. 영광 2년(기원전 42년), 우정국의 뒤를 이어 승상이 되었고 다시 부양후에 봉해졌다.
건소 3년(기원전 36년)에 죽으니, 시호를 공(共)이라 하였다. 작위는 아들 위관이 이었다.
위현은 추 땅을 벗어나 평릉(平陵)으로 이주했는데, 위현성은 두릉(杜陵)으로 갔다. 하지만 임종 때에 이르러서는 아버지가 있었던 평릉에 묻히길 청원해 받아들여졌다.

## 출전
- 반고, 《한서》
  - 권9 원제기
  - 권18 외척은택후표
  - 권19하 백관공경표 下
  - 권73 위현전